# لوتز فلايشر
لوتز فلايشر (بالألمانية: Lutz Fleischer)‏ هو مصمم جرافيك ورسام ألماني، ولد في 1956 في درسدن في ألمانيا.